# Římskokatolická farnost Bystré u Poličky
Římskokatolická farnost Bystré u Poličky je územním společenstvím římských katolíků v litomyšlském vikariátu královéhradecké diecéze.

## O farnosti

### Historie
Bystré je poprvé písemně doloženo v roce 1200. Již tehdy zde zřejmě byl dřevěný kostel. O něm je dochována první písemná zmínka až z roku 1349, kdy je místní plebánie uváděna jako součást litomyšlské diecéze. Kostel byl na kamenný přestavěn v roce 1601. 
V roce 1682 bylo ve farnosti založeno karmelské bratrstvo (třetí řád karmelu). Tehdy také začala tradice Bystrého jako poutního místa Panny Marie Karmelské. V letech 1722-1726 byl farní kostel velkoryse barokně přestavěn a stal se přirozenou dominantou městečka. Ze starého kostela byla do novostavby pojata pouze panská hrobka rodu Kolovratů.

#### Přehled duchovních správců
- 1700 R.D. Gottfried Antonín Herbst (farář)
- 1703 R.D. Antonín Heft (farář)
- 1722 R.D. Jan Heft (farář)
- 1726 R.D. Zikmund Vlach (farář)
- 1786 R.D. Jan Češka (farář)
- 1923-1932 R.D. Jan Procházka (farář, † 1943 v nacistickém vězení)
- 1938-1949 R.D. Josef Smejkal (farář)
- 1950-1959 R.D. Václav Talacko

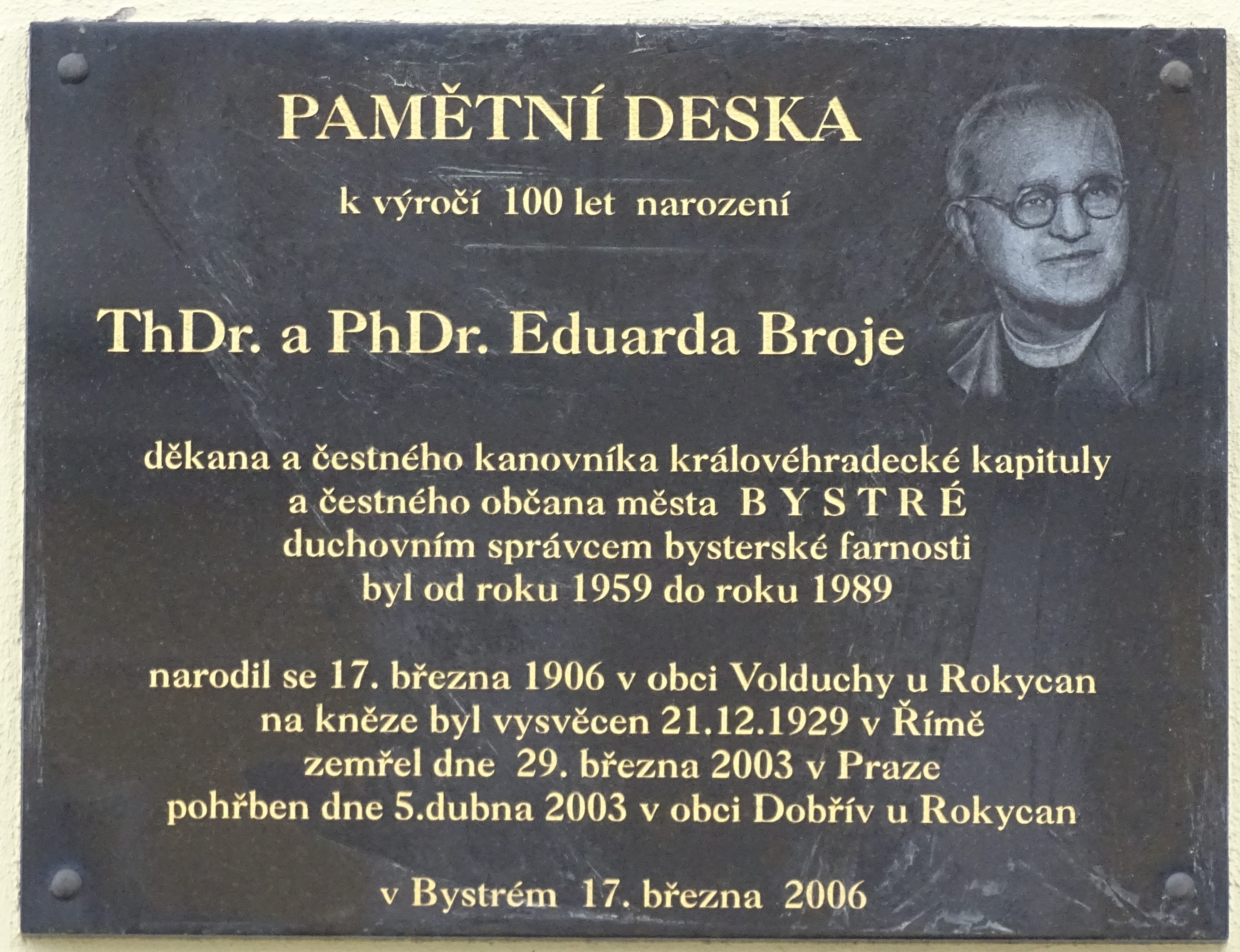
Pamětní deska Eduarda Broje v Bystrém na faře

- Pamětní deska Eduarda Broje v Bystrém na fařeasi 1970-1989 J.M. can. PhDr., ThDr. Eduard Broj (administrátor)
- 1989-1990 R.D. Ing. Josef Pospíšil (administrátor)
- 1990-2001 R.D. František Šotola
- 2001-2005 R.D. Josef Pikhart
- od r. 2005 R.D. Bc.Th. Josef Matras (2005-2008 administrátor, od r. 2008 farář)

### Současnost
Farnost má sídelního duchovního správce, který spravuje pouze tuto jedinou farnost.
| Fotografie | Kostel                         | Místo         | Bohoslužba                       | Bohoslužba                           | Poznámka             |
| ---------- | ------------------------------ | ------------- | -------------------------------- | ------------------------------------ | -------------------- |
|            | Kostel sv. Jana Křtitele       | Bystré        | neděle středa pátek sobota       | 8.00 18.00 v zimě, 19.00 v létě 7.30 | farní kostel         |
|            | Oratorium                      | Bystré        | pondělí                          | 8.15                                 | v domově pro seniory |
|            | Kostel Nanebevzetí Panny Marie | Dolní Jedlová | neděle (lichá)                   | 11.00                                | filiální kostel      |
|            | Kostel sv. Jana Křtitele       | Hartmanice    | sobota (sudý týden)              | 16.30 v zimě, 18.00 v létě           | filiální kostel      |
|            | Kostel Navštívení Panny Marie  | Jedlová       | neděle (sudá) 1. sobota v měsíci | 11.00 16.30 v zimě, 18.00 v létě     | filiální kostel      |
|            | Kostel sv. Prokopa             | Nedvězí       | sobota (sudý týden)              | 16.30 v zimě, 18.00 v létě           | filiální kostel      |
|            | Kostel sv. Václava             | Trpín         | neděle čtvrtek                   | 9.40 18.00 v zimě, 19.00 v létě      | filiální kostel      |